# Robert Dickson (1843–1924)

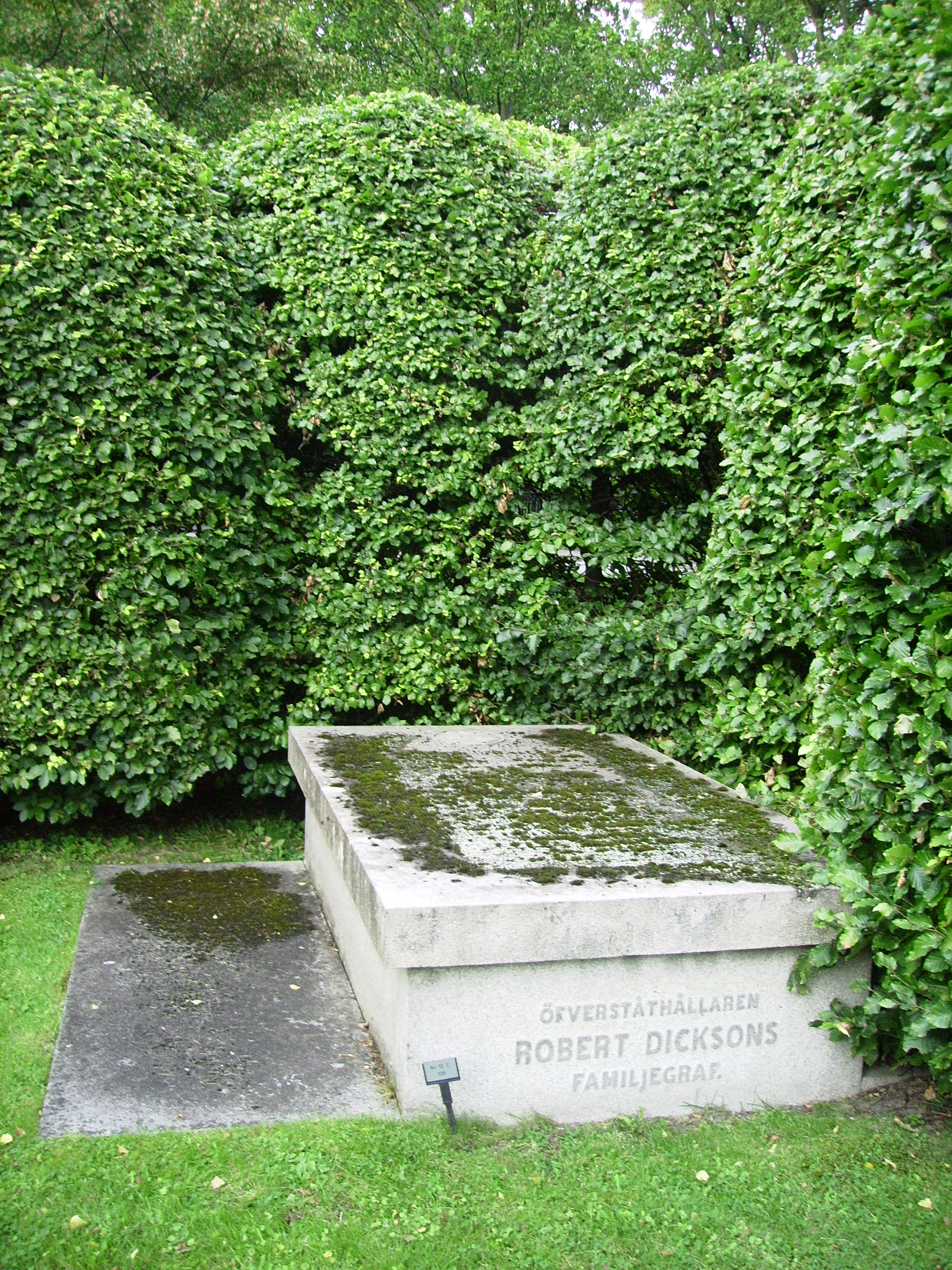
Robert Dicksons gravvård på Norra begravningsplatsen.

Robert Dickson, född 27 november 1843 i Göteborg, död 14 april 1924 i Stockholm, var en svensk ämbetsman och politiker. Han var son till Charles Dickson.

## Biografi
Dickson blev student vid Uppsala universitet 1860 och avlade examen till rättegångsverken där 1865. Han utnämndes till vice häradshövding 1869, hade 1870–1878 förordnanden i Skånska hovrätten, där han befordrades till assessor 1880. Dickson blev 1878 tillförordnad och 1883 ordinarie revisionssekreterare samt kallades samma år till expeditionschef i finansdepartementet. Han skötte 1888 ett förordnande som landshövding i Örebro län, utnämndes samma år till landshövding i Jönköpings län och förflyttades 1892 till landshövdingestolen i Malmöhus län.
Dickson representerade i riksdagens första kammare Jönköpings läns valkrets 1891–1894 och  Malmö stads valkrets 1895–1903 samt var 1891–1894 och 1896 ordförande i ett av kammarens tillfälliga utskott och 1895 i ett särskilt utskott för arbetarförsäkringsfrågor. Han politiska åskådning anses ha varit ytterst konservativ. Vid industri- och lantbruksutställningarna i Malmö 1896 var han styrelsens ordförande.
Dickson blev 1902 överståthållare i Stockholm, ett ämbete som han tog avsked från 1911. På grund av en lagändring 1904 minskade detta ämbetes åligganden väsentligt eftersom överståthållaren då upphörde att vara stadsfullmäktiges självskrivne ordförande. Robert Dickson har publicerat Malmöhus län år 1800 (1914) och utgav 1920 sina memoarer med titeln Minnen. Han begravdes på Norra begravningsplatsen den 16 december 1924.

## Utmärkelser

### Svenska utmärkelser
- Riddare och kommendör av Kungl. Maj:ts orden, 1 januari 1912.[2]
- Kommendör med stora korset av Nordstjärneorden, 1 december 1898.[3]
- Kommendör av första klass av Nordstjärneorden, 1889.[4]
- Riddare av Nordstjärneorden, 1883.[4]
- Riddare av Kungliga Carl XIII:s orden, 28 januari 1900.[5]

### Utländska utmärkelser
- Storkorset av Danska Dannebrogorden, 1897.[4]
- Riddare av första klassen av Preussiska Röda örns orden, tidigast 1905 och senast 1915.[2]
- Riddare av första klassen av Ryska Sankt Annas orden, tidigast 1905 och senast 1915.[2]
- Storofficer av Franska Hederslegionen, tidigast 1905 och senast 1915.[2]
- Kommendör av första klassen av Spanska Karl III:s orden, senast 1905.[6]
- Riddare av första klassen av Sankt Olavs orden, senast 1905.[6]